# Jean-Baptiste Anglade
Cet article possède des paronymes, voir Jean Anglade et Jean-Hugues Anglade.
Pour les articles homonymes, voir Anglade (homonymie).

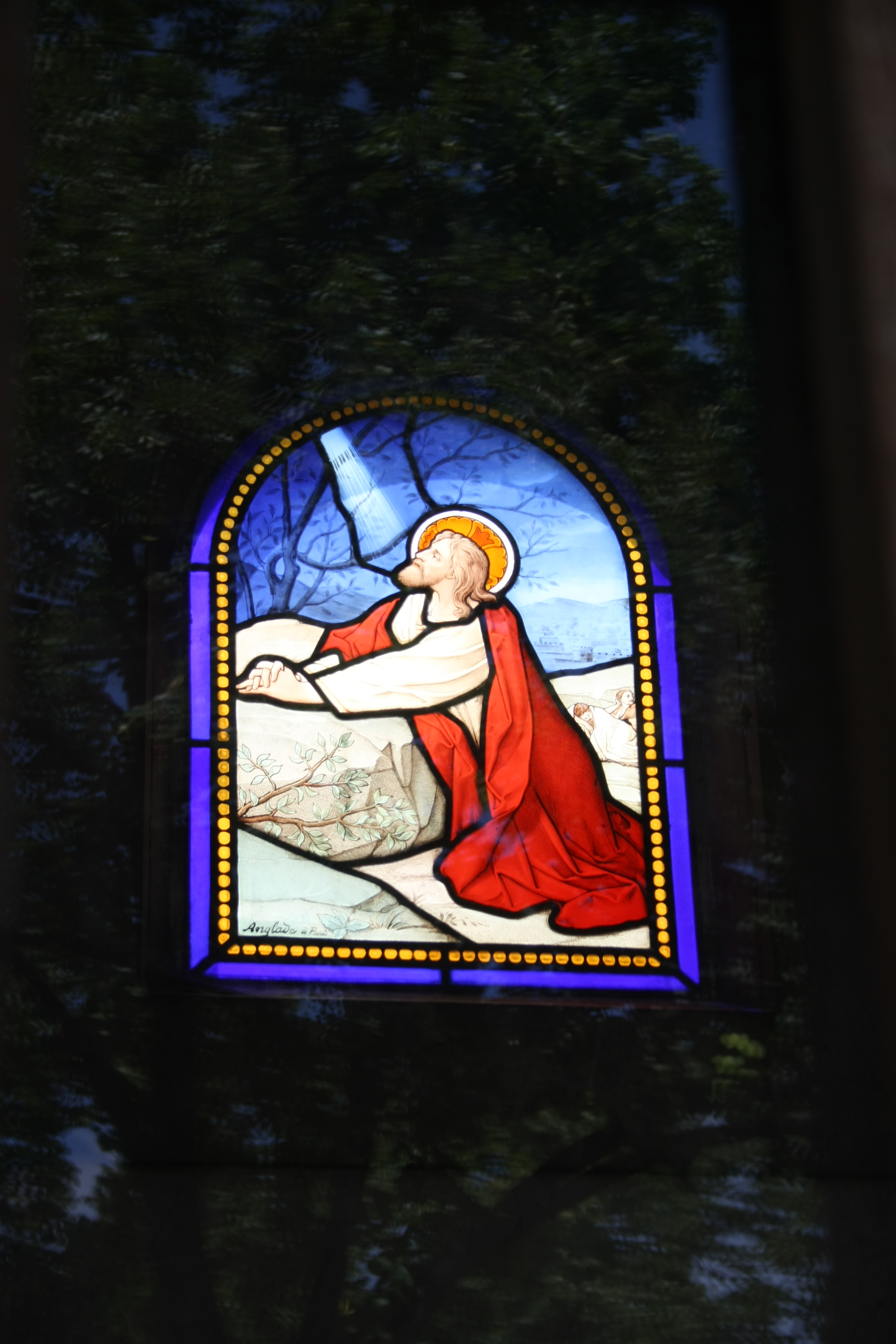
Jésus au jardin des oliviers, Paris, cimetière du Montparnasse.

Jean-Baptiste Anglade, né à Eauze (Gers) le 29 juin 1841 et mort à Paris le 3 août 1913 est un maître-verrier français, actif à Condom et à Paris.

## Biographie
Jean-Baptiste Anglade naît le 30 juillet 1841 à Eauze (Gers). Il s'installe très jeune à Paris comme maître-verrier où ses productions sont nombreuses. À partir de 1873, il reprend également l'important atelier des frères Goussard à Condom (Gers). En 1879, il habite au 55, boulevard du Montparnasse à Paris et, en 1903, il réside au 33, boulevard Raspail. Il meurt le 3 août 1913 dans le 7e arrondissement de Paris.

## Œuvres
Sa production abondante a largement été diffusée dans toute la France. 
Entre 1868 et 1878, ces concitoyens ont fait appel à lui pour la restauration et la création de vitraux pour la cathédrale Saint-Luperc d'Eauze. Il remplace les vitraux des chapelles du midi, les grandes verrières du chevet ainsi que la rosace. Il replace les vitraux d'Arnaud de Moles (datés de 1520) dans les vitraux de la nef près du chœur. 
Il réalise également une série de vitraux pour l'église de Manciet (Gers) ainsi que des vitraux de l'église Sainte-Eulalie de Sainte-Eulalie-en-Born (Landes).

### Verrières
- Dans le Finistère :
  - Arzano, église Saint-Pierre-aux-Liens, 1891 ;
  - Botsorhel, église Saint-Georges ;
  - Carantec, église Saint-Carantec ;
  - Dinéault, église Sainte-Marie-Madeleine, 1890-1892 ;
  - Ile de Batz, église Notre-Dame, 1897 ;
  - Locunolé, chapelle Notre-Dame-du-Folgoët, 1890 ;
  - Pont-Croix, église Notre-Dame-de-Roscudon, chœur, 1890 ;
  - Quimper, église Saint-Alor, 1896.

- Ailleurs en France :
  - Châlons-en-Champagne, collégiale Notre-Dame-en-Vaux ;
  - Cherves-Richemont, Église Saint-Vivien de Cherves-Richemont ;
  - Dol-de-Bretagne, cathédrale Saint-Samson ;
  - La Jarrie-Audouin (17), église Sainte-Madeleine ;
  - Paris :
    - cimetière du Montparnasse ;
    - piscine Oberkampf, vers 1886, inscrites aux monuments historiques en 2023[3] ;

  - Saint-Bonnet-la-Rivière, église Saint-Bonnet ;